# Kapacitní gyroskop
Kapacitní gyroskop je gyroskop, jehož základem je velmi přesně vybroušená keramická krychle jejíž stěny jsou pokryty mikroskopickými vrstvami kovu vzájemně od sebe izolovaných. Tvoří tak mezi sebou šestipólový keramický kondenzátor. Ten je uložen mezi šest elektrod ve stejné vzdálenosti od kovových vrstev. Jedná se tedy o kombinaci vzduchového a keramického kondenzátoru. Na elektrody je přiveden elektrostatický náboj stejné polarity, který způsobí to, že se krychle vycentruje do stejné vzdálenosti od všech elektrod. Působení setrvačnosti na krychli vyvolává změny vzdáleností od jednotlivých elektrod a tím i změnu poměru jednotlivých kapacit. Vyhodnocování naměřených údajů a metody měření ovlivňují celkovou přesnost měření stejně jako velikost statického pole, které je omezeno izolační pevností média (vzduchu, inertního plynu, vakua, ale třeba i určitých druhů elektrolytu) a piezoelektrickým jevem, který při rozdílech ve velikosti nábojů na jednotlivých elektrodách dochází vlivem změny vzdálenosti, je téměř vyloučeno provozovat toto zařízení v gravitačním poli Země.